# General del Ejército (Unión Soviética)
El general del Ejército (en ruso: генерал армии, general armii) era un grado militar de la Unión Soviética que se estableció por primera vez en junio de 1940 como un alto rango para los generales del Ejército Rojo, inferior solo al de mariscal de la Unión Soviética. En los siguientes 51 años, la Unión Soviética creó 133 generales del ejército, 32 de los cuales fueron posteriormente promovidos al rango de mariscal de la Unión Soviética. Es un equivalente directo al del rango de 'general del Ejército' de la Federación de Rusia.

## Promociones
Por lo general, el grado se otorgaba a los oficiales superiores del Ministerio de Defensa y Estado Mayor, además de a determinados comandantes militares de distrito de gran mérito. Desde la década de 1970, también se dio con frecuencia a los jefes del KGB y del Ministerio del Interior.
Entre los generales del ejército soviético se incluyen, Iván Cherniajovski (el comandante soviético más joven del frente de la Segunda Guerra Mundial, que murió en Prusia Oriental), Alekséi Antónov (jefe del Estado Mayor en las etapas finales de la Segunda Guerra Mundial, galardonado con la Orden de la Victoria), Issá Plíyev (comandante de la Segunda Guerra Mundial nacido en Osetia que jugó un papel importante en la Crisis de los misiles de Cuba) y Yuri Andrópov (que obtuvo el rango como jefe del KGB).
El rango soviético de general del Ejército es comparable al nivel OF-9 de la OTAN y equivalente a los rangos de general del Reino Unido y Estados Unidos. Los sistemas de rango soviéticos y los rusos en la actualidad, también tienen el rango de mariscal.
El rango naval correspondiente es el de almirante de la flota, que se ha utilizado tanto en la armada soviética como en la rusa, aunque se otorga con mucha menos frecuencia.
El general del Ejército fue utilizado tanto para la infantería como para los marines, pero en la fuerza aérea, artillería, tropas blindadas, tropas de ingenieros y tropas de comunicaciones se han utilizado los rangos de mariscal de la rama de servicio y mariscal en jefe de la rama de servicio (similar en el nivel OF-9).
| Secuencia de rangos                                 |                                                     |                                                                     |                                                                          |
| Rango inferior: Coronel general (Генера́л-полко́вник) | General del ejército (Генера́л а́рмии)                | General del ejército (Генера́л а́рмии)                                | Rango superior: Mariscal de la Unión Soviética (Ма́ршал Сове́тского Сою́за) |
| Rango inferior: Coronel general (Генера́л-полко́вник) | Mariscal de la rama de servicio (Ма́ршал ро́да войск) | Mariscal en jefe de la rama de servicio (Гла́вный ма́ршал ро́да войск) | Rango superior: Mariscal de la Unión Soviética (Ма́ршал Сове́тского Сою́за) |

## Versiones de las insignias del rango de general del ejército en la URSS
| Звание                          | Ejército Rojo de la URSS                            | Ejército Rojo de la URSS                            | Ejército Rojo de la URSS                            | Ejército Rojo de la URSS                     | Ejército Rojo / Fuerzas Armadas Soviéticas | Ejército Rojo / Fuerzas Armadas Soviéticas | Ejército Rojo / Fuerzas Armadas Soviéticas | Ejército Rojo / Fuerzas Armadas Soviéticas |
| ------------------------------- | --------------------------------------------------- | --------------------------------------------------- | --------------------------------------------------- | -------------------------------------------- | ------------------------------------------ | ------------------------------------------ | ------------------------------------------ | ------------------------------------------ |
| Divisa de cuello galón hombrera |                                                     |                                                     |                                                     |                                              |                                            |                                            |                                            |                                            |
|                                 | Comandante de primer rango del ejército (1935—1940) | Comandante de primer rango del ejército (1935—1940) | Comandante de primer rango del ejército (1935—1940) | divisa de cuello diario uniforme (1940—1943) | hombrera uniforme de campaña (1943—1955)   | ... gala (1943—1955)                       | ... gala (1955—1974)                       | ... gala (1974—1991)                       |

## Fuerzas Armadas rusas
El ejército contemporáneo ruso conserva el rango de general del ejército y todavía es utilizado con frecuencia. Después de la disolución de la Unión Soviética, se abolieron los rangos de mariscal de la rama y mariscal en jefe de la rama, y los oficiales de mayor rango de estas ramas ahora tienen el rango de general del ejército.
Aunque los mariscales en jefe y los mariscales y almirantes de la flota estaban en un servicio equivalentes al de general del ejército, en rango los reemplazaron hasta 1974, cuando el rango de general del ejército se equiparó formalmente con los mariscales en jefe de un brazo de tropas y mariscales de un brazo de tropas. Fue en este momento cuando sus hombreras se cambiaron de tener cuatro estrellas a una sola estrella más grande y con el logotipo del ejército (haciéndolos visualmente similares a la hombrera del mariscal). Asimismo, después de 1974, se les permitió llevar el collar de 4 estrellas de mariscal.
Antes de 1943, los generales del ejército usaban cinco estrellas en sus divisas de cuello. Desde 1943, llevaron cuatro estrellas en los correajes de hombro. Desde 1974 lucieron una sola estrella grande con el emblema de las fuerzas terrestres. En 1997, sus sucesores rusos volvieron a la insignia de cuatro estrellas.
En 2013, la gran estrella única regresó como insignia para el rango de general del ejército en la Federación de Rusia.